# 773
Вижте пояснителната страница за други значения на 773.